# Conisternum lapponicum
Conisternum lapponicum är en tvåvingeart som beskrevs av Ringdahl 1920. Conisternum lapponicum ingår i släktet Conisternum, och familjen kolvflugor. Enligt den svenska rödlistan är arten nationellt utdöd i Sverige. . Arten har tidigare förekommit i Övre Norrland men är numera lokalt utdöd. Artens livsmiljö är våtmarker, fjäll.